# Mogoșoaia (Schiff)
Die Mogoșoaia war ein 1975 gebautes rumänisches Fahrgastschiff, das auf der Donau als Fähre verkehrte. Im September 1989 kollidierte ein bulgarisches Schubschiff mit der Mogoșoaia, die in wenigen Minuten sank. Über 200 Menschen starben beim Unglück der „rumänischen Titanic“.

## Bau und technische Daten
In den 1970er Jahren baute die rumänische Werft Şantierul Naval am Standort Giurgiu eine Serie von Binnenfahrgastschiffen, die die staatliche Binnenreederei CNFR Navrom Galați auf der Donau als Fähren und Ausflugsschiffe nutzte. Die Mogoșoaia – benannt nach der Gemeinde Mogoșoaia im Kreis Ilfov – wurde 1975 gebaut. Sie war 45,2 Meter lang, 7,1 Meter breit und hatte einen Tiefgang von 1,5 Metern. Sie war mit 225 BRT vermessen. Zwei Maybach-Dieselmotoren, die im Werk 23. August in Bukarest in Lizenz gebaut wurden, erzeugten zusammen 820 PS und trieben das Schiff über zwei Schrauben an. Das Schiff hatte 160 Plätze für Passagiere und durfte nach einigen Angaben bis zu 300 Passagiere aufnehmen. Die Besatzung bestand aus zehn Personen. Schwesterschiffe waren unter anderem die Mirceşti, Moineşti und Malnaş.

## Geschichte
Zur Geschichte der Mogoșoaia liegen aus der Zeit vor Ende des Kalten Krieges nur spärliche Informationen vor. So kollidierte die Mogoșoaia am 27. Oktober 1982 mit dem sowjetischen Passagierschiff Volga und 1988 misslang ein Anlegemanöver. Bei beiden Unfällen gab es Verletzte. Ob die Reederei das Schiff vor dem Untergang 1989 auf weiteren Verbindungen einsetzte, ist offen.
Im September 1989 verkehrte die Mogoșoaia als Fähre zwischen der Stadt Galați und der kleinen Gemeinde Grindu im benachbarten Kreis Tulcea. Als am Morgen des 10. September 1989 auf der Donau Nebel vorherrschte, verschob der Schiffsführer die geplante Abfahrt, um bessere Sicht abzuwarten. Auf dem Schiff befanden sich 255 Besatzungsmitglieder und Passagiere, darunter viele Arbeiter und Familien.
Nach dem verspäteten Ablegen des Schiffes verschlechterte sich in der Mitte des Flusses die Sicht wieder. Nur wenige Minuten nach der Abfahrt kollidierte das bulgarische Schubschiff Petar Karaminchev, das mit sechs Leichtern und knapp 10.000 Tonnen Eisenerz auf dem Weg nach Russe in Bulgarien war, im Nebel mit der Mogoșoaia. Die Fähre sank in etwa drei Minuten. Auf dem Schiff befanden sich die meisten Passagiere und Besatzungsmitglieder unter Deck und ertranken. Von den 255 Menschen konnten lediglich 15 Passagiere und ein Besatzungsmitglied gerettet werden. 239 Menschen starben. In Rumänien war dies das schwerste zivile Schiffsunglück und wurde in den Medien als „rumänische Titanic“ bezeichnet.
Das Wrack wurde fünf Tage nach dem Untergang gehoben und die meisten Leichen konnten geborgen werden. Etwas donauabwärts wurde das Schiff für weitere Untersuchungen am Ufer aufgelegt. Ein rumänisches Gericht stellte fest, dass das Schubschiff ohne Signalleuchten unterwegs war und verurteilte den bulgarischen Schiffsführer. 1993 entschied der Oberste Gerichtshof Rumäniens über eine Entschädigung zugunsten der Angehörigen der Opfer.